# Le Grez

Le Grez este o comună în departamentul Sarthe, Franța. În 2009 avea o populație de 391 de locuitori.